# Fazyl Abdulovič Iskander
Fazyl Abdulovič Iskander (abchazsky Фазиль Абдул-иԥа Искандер; rusky Фазиль Абдулович Искандер; 6. března 1929, Suchumi, Abchazská SSSR – 31. července 2016, Peredělkino nedaleko Moskvy) byl sovětsko-ruský spisovatel abchazského původu, píšící rusky.

## Život a dílo
Narodil se v roce 1929 v Suchumi v Sovětském svazu. Byl synem íránského otce a matky, pocházející z kavkazského Čegemu V době, kdy mu bylo 9 let, však o otce přišel, neboť ten byl v roce 1938 ze SSSR deportován do Íránu, kde byl poslán do pracovního tábora, v němž nakonec v roce 1957 zemřel. Mladého Fazila i jeho sourozence tak vychovávala jeho matka za pomoci širší rodiny, a tak trávil letní prázdniny v horách u příbuzných, kteří ho zasvětili do abchazských dějin a folkloru.
Po maturitě Abcházii opustil, aby studoval v Moskvě na Gorkého literárním institutu, kde promoval v roce 1954. Ještě v době studií začal psát první básně a po promoci začal svou kariéru jako novinář v Brjansku a v Kursku, pak se v roce 1956 vrátil zpět do Abcházie, kde nastoupil do Abchazského státního nakladatelství. Zde o rok později vydal svou první básnickou sbírku Horské cesty (Горные тропы) a v dalších letech ji následovala další díla. V roce 1962 opět opustil Abcházii a natrvalo se přestěhoval do Moskvy (ačkoliv se do Abcházie pravidelně vracel na návštěvy), kde začal pracovat v redakci časopisu Junosť. V Moskvě dále tiskli jeho první krátká prozaická díla, a tak se Iskander stával v SSSR pozvolna známý svou prózou. Zlom nastal v roce 1966, když v literárním časopise Novyj Mir vyšla první a také zároveň jedna z nejznámějších Iskanderových novel, Patálie s kozloturem (Созвездие Козлотура), jež vypráví příběh o mladém novináři, který se vrátil do Abcházie, kde vznikl kozlotur jako výsledek experimentů s křížením koz a divokých turů. V knize paroduje teorie agronoma a genetika Trofima Lysenka a vysmívá se nejen jemu, ale i nedávno padlé Chruščovově administrativě, zvláště v souvislosti se zemědělskou politikou, a obecně celé společnosti. Souhvězdí kozoroha bylo dvakrát navrženo na Státní cenu za literaturu, avšak hodnotící kritika to v roce 1966 i 1968 zamítla z důvodu přílišné kritiky režimu a popisu Sovětského svazu ve špatném světle. Knižně toto dílo vyšlo až v roce 1970.
Od roku 1966 do 1973 vydal další krátké novely a pozvolna začal sepisovat svůj nejznámější román na pokračování Strejček Sandro z Čegemu (Сандро из Чегема), jehož první kapitola byla uveřejněna už v roce 1966 v časopise Nedělja. Celkem osm dílů bylo dále vydáno opět v Novém Miru, ale byly kvůli cenzuře výrazně zkráceny na téměř polovinu, avšak Iskander tuto cenzuru toleroval z důvodu, aby toto dílo mohlo být aspoň takto vydáno v jeho vlasti. Prvních osm dílů pak bylo v roce 1977 vydáno knižně. Tento román se stal díky spolupráci se společností Ann Arbor Publisher Ardis v roce 1979, spolu s ostatními třinácti dosud nezveřejněnými díly v roce 1981, světoznámý (tentokrát bez cenzury) a byl přeložen do mnoha jazyků, včetně češtiny, a v anglických zemích autora přirovnali k Marku Twainovi. V díle se odehrává běžný život v jedné fiktivní horské vesničce Čegem ve 20. století až po zhruba 70. léta. Strýčku Sandrovi z Čegemu nechyběla ironie, vzpomínání na dětství a mládí ani magičnost, a tak byl Iskander považován též za představitele magického realismu a přirovnáván k jihoamerickému autorovi Gabrielu Garcíovi Márquezovi, avšak sám Iskander takováto srovnání odmítal. Iskander byl kvůli vydání tohoto díla v USA vyšetřován sovětskými úřady, avšak nebyl nijak postihnut díky tvrzení, že je mu to jedno a že se rukopis zřejmě nějak dostal do samizdatu. Navíc dříve téhož roku, 1979, si Iskander spolu s 22 dalšími autory vysloužil pozornost spisem Metropol (Метрополь), zprvu pětidílným souborem satir, básní a krátkých próz od zkušených i začínajících autorů, u kterého požadovali uveřejnění bez cenzury. Svaz sovětských spisovatelů však Metropol odmítli vydat, a tak se dostal do samizdatu, byl propašován do USA a nakonec ho vydala v zahraničí opět společnost Ardis, za což si mnoho přispěvatelů do Metropole vysloužilo zničující kritiku a bylo ze Svazu sovětských spisovatelů vyloučeno, jiní sami z organizace vystoupili a Vasilij Aksjonov se rozhodl emigrovat ze země. Iskander však ve Svazu sovětských spisovatelů setrval a nebyl vyloučen, avšak ocitl se na černé listině a přední vydavatelé odmítali několik let vydávat jeho další romány. Dle Iskandera samotného ho však tato kauza nijak vážněji neohrozila v souvislosti s vydáním Strejčka Sandra z Čegemu v zahraničí, neboť přehnaná reakce sovětských orgánů na Metropol vytvořila v zahraničí až tak negativní dojem v tisku, že se úřady rozhodly ho potom za Sandra nijak vážněji netrestat. Samotné dílo Strejček Sandro z Čegemu se stalo předlohou pro pět filmů.
V roce 1982 vydal další známé dílo, Králíci a Hroznýši (Кролики и удавы), které v reakci na problémy s Metropolem a Strejčkem Sandrem znamenal změnu v pojetí, neboť zcela chyběla témata vzpomínek na dětství a mládí, smysl pro veselost a také nepopisoval život na Kavkazu. Místo toho nešetřil kritikou a popsal tam projevy nevraživosti mezi jednotlivými králičími klany, na které útočí hroznýši. Tímto alegoricky a pohádkově popsal spory uvnitř Svazu sovětských spisovatelů a politiky, navíc toto dílo v SSSR odmítli uveřejnit úplně. Bylo tedy také publikováno v zahraničí společností Ardis, dle komentáře Karen Ryan-Hayesové jako facka sovětským cenzorům, kteří svými skutky ničili kreativitu. V SSSR se dočkalo zveřejnění až v roce 1987 v souvislosti s uvolňováním díky politice Glasnosť. V roce 1986 též došlo k dotisku všech dosud neuveřejněných dílů románu Strejček Sandro z Čegemu v časopisu Znamja. Bylo vydáno i mnoho dalších dosud neuveřejněných děl.

## Angažmá v politice
Od 80. let se jako respektovaná autorita dotýkal i politiky a opakovaně publikoval vyjádření, v nichž podporoval malé národy a vyzýval k jejich ochraně. Také připojoval své podpisy pod petice žádající svobodu pro deportované spisovatele. Stal se poslancem Nejvyššího sovětu Abchazské ASSR a byl na rok 1989 jako jeden z jedenácti představitelů opozice vůči vládnoucímu režimu zvolen členem Nejvyššího sovětu SSSR pro 12. sjezd, kde setrval až do rozpadu SSSR v roce 1991. Po rozpadu SSSR se již dále politikou nezabýval a distancoval se od Vladislava Ardzinby, vůdce abchazských separatistů. Během války v Abcházii setrval v ústraní a nikdy nevydal žádné prohlášení ohledně nezávislosti své vlasti. Naopak, dle pamětí Stanislava Rassadina litoval, že se nestavěl otevřeně proti nacionalizmu, proti odtržení Abcházie od Gruzie a nevyzýval, aby se raději řešily ekonomické problémy Abchazské ASSR. Připomněl podobné případy Basků ve Španělsku, Irů v Severním Irsku, a byl proto přesvědčen o tom, že jiné cesty než setrvat v Gruzii není, jinak je čeká krvavá slepá ulička jako v Karabachu.
Za svůj postoj byl v Abcházii kritizován a v roce 1995 přišla reakce i od Ardzinby, jenž se mezitím stal prvním prezidentem Abcházie. Iskanderovi vytkl, že se během svého politického angažmá stokrát vyjadřoval na obranu různých národů, avšak po celou dobu trvání války Abcházie s Gruzií ani jednou nezvýšil hlas na obranu své rodné Abcházie, kde ho znají všichni v každém domě.

## Závěr života
Po opuštění politiky byl spolupředsedou sekretariátu rady Svazu spisovatelů SSSR (do 1991), členem komise pro lidská práva (do roku 1996). Dále byl místopředsedou ruského klubu PEN (1989) a znovu se pustil do literární činnosti. Byl členem redakcí časopisů a almanachů Kontinent, Akademické tetrady, Kruh čtení, časopisů Znamja, Junosť, Družba národů, Čtení Ruska a dalších.
Iskander zemřel 31. července 2016 na své dače v Peredělkinu nedaleko Moskvy ve věku 87 let. 2. srpna téhož roku byl pochován na Novoděvičím hřbitově v Moskvě, kde spočinul po boku mnoha jiných významných literátů. V Abcházii byl téhož dne vyhlášen státní smutek.
Dle vyjádření Alexandra Mitrofanova, českého novináře, který v Sovětském svazu v mládí studoval, byl Fazyl Abdulovič Iskander „posledním mohykánem a velkým spisovatelem ruské literatury“.

### České překlady z ruštiny
- Králíci a hroznýši (orig. Kroliki i udavy). 1. vyd. Praha: Jonathan Livingston, s.r.o., 2017. 173 S.
- Ach, Marate! : povídka. Praha: Federální koordinační rada Společnosti přátel s národy Sovětského svazu, 198-? (přesně není známo). 146-157 S. Překlad: Ludmila Dušková
- Strejček Sandro z Čegemu (orig. Sandro iz Čegema). 1. vyd. Praha: Vyšehrad, 1986. 241 S. Překlad: Vlasta Tafelová
- Zakázané ovoce (orig. Pervoje delo). 1. vyd. Praha: Albatros, 1976. 195 S. Překlad: Jaroslav Piskáček
- Strom dětství (orig. Derevo detstva; Zapretnyj plod). 1. vyd. Praha: Odeon, 1974. 206 S. Překlad: Marie Chrobáková a Marcela Neumannová
- Patálie s kozloturem (orig. Sozvezdije kozlotura). 1. vyd. Praha: Svět sovětů, 1968. 188 S. Překlad: Josef Sedlák